# Bliss (britische Band)

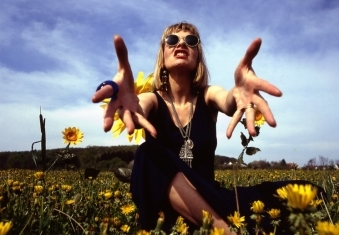
Rachel Morrison, Bliss

Bliss (deutsch: Glück, Glückseligkeit) ist eine britische Rock- und Pop-Band aus London. Bliss wurde 1986 von Rachel Morrison (Gesang) und Paul Ralphes (Bass) in Coventry gegründet und später u. a. mit dem heutigen Londoner Musikproduzenten Tom E Morrison als Gitarrist ergänzt. Im Jahr 2007 veröffentlichte die Band das Best-of-Album Spirit of Man. Ihr Gesamtkatalog wurde digital wiederveröffentlicht bei EMI Music.

## Bandgeschichte
Nach der Gründung der Band 1986 in Coventry waren weitere Bandmitglieder Paul Sirett (Gitarre), Chris Baker (Schlagzeug) und Roger Askew (Keyboard, Piano, Hammond-Orgel) hinzugekommen. 
Zwischen März und September 1988 nahm das Quintett das Debütalbum Love Prayer auf, das schließlich von Parlophone/EMI veröffentlicht wurde. Das Album erhielt in Großbritannien gute Kritiken (Q Magazine, Sounds, Time Out oder Music Week) und sorgte für Charterfolge in Brasilien, Italien und Deutschland. In Brasilien wurde Bliss als „Best International Act for 1989“ auszeichnet. 
Zwei deutsche Musiker, Gitarrist Tom E Morrison und Schlagzeuger Michael Witzel (u. a. Chris de Burgh) stießen 1990 zur Band. Das zweite Album A Change in the Weather, eine Produktion von Rupert Hine, wurde veröffentlicht. EMI beendete bald darauf die Zusammenarbeit mit der Band.
Dieses Ereignis initiierte den Beschluss eines Neuanfangs. Paul Ralphes zog mit seiner Frau nach Brasilien und begann eine erfolgreiche Karriere als Musikproduzent. Morrison und ihr Lebenspartner Tom E Morrison beschlossen, nach Deutschland zu gehen und dort zu leben. Im Jahr 1992 heiratete das Paar.
Darüber hinaus ist Rachel Morrison auch auf dem aus vier CDs bestehenden und 2008 auf dem Label Union Square Music Ltd. erschienenen Sampler Simply Celtic Women mit insgesamt 15 Coversongs zu hören, u. a. Songbird (Fleetwood Mac) oder auch Orinoco Flow (Enya).

## Diskografie

### Alben
- Loveprayer (Debüt) – September 1989 (Parlophone/EMI)
- A Change in the Weather – März 1991
- Best of Bliss – Spirit of Man – April 2007
- My World Your World – August 2009

### Singles
- I Hear You Call – Januar 1989
- Won’t Let Go (2) – April 1989
- How Does It Feel the Morning After – Juli 1989
- Watching over Me – März 1991
- Crash into the Ocean – Juni 1991
- I Don’t Want to Hurry – September 1991
- Mercy – 2007
- Believe – 2007